# Los Van Van
Los Van Van sono un gruppo musicale cubano, fondato nel dicembre 1969 a L'Avana da Juan Formell.
Il fantasista Formell, dalle contaminazioni jazz inserì il basso, la batteria, i violini ed i flauti, sostituendo il classico singolo cantante con un quartetto vocale.
Queste idee "innovative" per l'epoca, diedero vita al gruppo Los Van Van, uno dei primi gruppi cubani a mescolare il Son cubano con contaminazioni Jazz e Rock, creando un disegno ritmico e armonico con le percussioni.
La banda nel corso degli anni è andata evolvendosi, marcando negli anni '80 un cambiamento di stile inequivocabile, inserendo i tromboni, tastiere e violini elettronici.

## Discografia

### Album
- 1969 - Juan Formell y Los Van Van. Vol. I (EGREM)
- 1974 - Juan Formell y Los Van Van. Vol. II (EGREM)
- 1974 - Juan Formell y Los Van Van. Vol. III (EGREM)
- 1974 - Juan Formell y Los Van Van. Vol. IV (EGREM)
- 1976 - Juan Formell y Los Van Van. Vol. V (EGREM)
- 1980 - Juan Formell y Los Van Van. Vol. VI (EGREM)
- 1982 - Juan Formell y Los Van Van. Vol. VII (EGREM)
- 1983 - Juan Formell y Los Van Van. Vol. VIII (EGREM)
- 1984 - Juan Formell y Los Van Van. Vol. IX (EGREM)
- 1985 - Juan Formell y Los Van Van. Vol. X (EGREM)
- 1986 - Juan Formell y Los Van Van. Vol. XI (EGREM)
- 1987 - Juan Formell y Los Van Van. Vol. XII (EGREM)
- 1988 - Juan Formell y Los Van Van. Vol. XIII (EGREM)
- 1989 - Juan Formell y Los Van Van. Vol. XIV (EGREM)
- 1990 - Juan Formell y Los Van Van. Vol. XV (EGREM)
- 1994 - Lo último en Vivo (Caribe Productions Inc)
- 1995 - De Cuba Los VAN VAN (Caribe Productions Inc)
- 1995 - ¡Ay Dios Ampárame!(Caribe Productions Inc)
- 1995 - Disco AZUCAR(Caribe Productions Inc)
- 1997 - Grandes Exitos(Caribe Productions Inc)
- 1997 - Te Pone La Cabeza Mala(Caribe Productions Inc)
- 1999 - Van Van 30° Aniversario 2 volumi(Caribe Productions Inc)
- 1999 - The Legendary Los Van Van 2 volumi (Ashe Records)
- 1999 - Llegó Van Van - Van Van is Here(Havana Caliente LLC. Atlantic Recording Co.)
- 2000 - The Best of Juan Formell y Los Van Van (Caribe Productions Inc)
- 2002 - En el Malecón de la Habana(Unicornio, Producciones Abdala)
- 2005 - Chapeando (Unicornio, Producciones Abdala)
- 2008 - Aqui el que baila gana (El concierto) (Planet Records)
- 2009 - Arrasando (Planet Records)
- 2011 - La Maquinaria (Planet Records)
- 2014 - La Fantasia (Planet Records)
- El Legado (2018) EGREM)

1. Legado
2. Vamos A Pasarla Bien
3. Vanvanidina
4. Culpable De Nada
5. Vanvaneo
6. Al Paso
7. Que Pena
8. Te Extraño
9. Por Que Lo Haces
10. Yo No Soy Un Mango
11. Hecho Pa Bailar
12. Legado De Vida
13. Amiga Mia
14. Anda, Camina Juan